# Gériatrie
 (septembre 2022).
Si vous disposez d'ouvrages ou d'articles de référence ou si vous connaissez des sites web de qualité traitant du thème abordé ici, merci de compléter l'article en donnant les références utiles à sa vérifiabilité et en les liant à la section « Notes et références ».
 (septembre 2022).
Ne doit pas être confondu avec gérontologie.

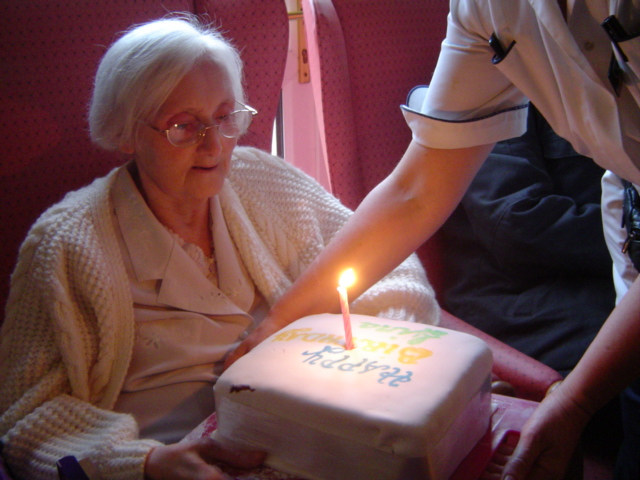
Personne âgée et infirmière.

La gériatrie est la médecine des personnes âgées. Elle est une des composantes de la gérontologie, étude du vieillissement dans toutes ses dimensions, notamment sociale, économique, démographique, psychologique, anthropologique, culturelle, médicale et autres.
Plus précisément, la médecine gériatrique est la spécialité médicale concernée par les affections physiques, mentales, fonctionnelles et sociales des malades âgés, en particulier lors de soins aigus, chroniques, de réhabilitation, de prévention et en fin de vie. Ce groupe de patients présente en général de multiples pathologies évolutives requérant une approche globale. Les affections peuvent se présenter différemment avec l’âge avancé, leur diagnostic et la réponse au traitement sont souvent difficiles, et le besoin de soutien médico-psycho-social nécessaire. Les personnes âgées sont caractérisées en effet par leur vulnérabilité du fait de leur vieillissement, des maladies et des facteurs sociaux et psychologiques ayant des conséquences fonctionnelles. En particulier, la polypathologie (coexistence de plusieurs maladies chroniques chez le même individu) est fréquente, ainsi que son corollaire, la polymédication, consommation chronique de plus de quatre médicaments différents. De même, le poids de l'âge et de la survenue de handicaps variés (défaillances sensorielles, motrices et intellectuelles) donne lieu fréquemment à des problèmes neuropsychiques (dépression, troubles du caractère, maladie d'Alzheimer, Parkinson, délires, etc.) réagissant à leur tour sur la santé de la personne.
La médecine gériatrique peut répondre à l'ensemble de ces problèmes par le caractère transversal et global de son approche médicale, en dépassant ainsi la médecine d’organe, comme la médecine interne. Elle offre également des soins supplémentaires au sein d’équipes multidisciplinaires, dans l’objectif essentiel d’optimiser l’état fonctionnel des malades âgés et d’améliorer la qualité de vie et l’autonomie.
La médecine gériatrique n’est pas définie spécifiquement par l’âge [des patients pris en charge] mais doit faire face à la morbidité spécifique des personnes âgées. La plupart des patients ont plus de 65 ans, mais les principaux défis de la spécialité de médecine gériatrique concernent plus particulièrement le groupe des 80 ans et plus.

## Histoire
La gériatrie s'est formée progressivement dans la seconde moitié du XXe siècle dans la plupart des pays développés. Elle est une spécialité médicale (au sens de l'exercice médical) dans de nombreux pays et elle est devenue une spécialité en France en 2004.
L'allongement de la durée de la vie fait que le nombre de sujets très âgés augmente de façon importante. Cette population pose des problèmes de santé spécifiques qui requièrent une prise en charge dédiée, ce qui a été un moteur important pour l'émergence de la gériatrie.

## Gériatrie en France
Les gériatres étaient au nombre de 1800 en 2016 en France ; 96 % d’entre eux ont un mode d’exercice salarié, principalement dans les établissements hospitaliers. Certains travaillent dans le secteur des établissements d'hébergement pour personnes âgées dépendantes (EHPAD). Les autres modes d'exercice sont moins répandus : exercice libéral, activité salariée dans un réseau de soin, dans les centres d'accueil de jour ou au sein de collectivités locales. Il existe une société savante nationale, la Société Française de Gériatrie et Gérontologie qui organise chaque année des congrès nationaux et qui mène des actions dans divers domaines. Cette société fédère des sociétés régionales de gériatrie et de gérontologie qui animent la vie gérontologique dans leur région. Il y a aussi un Collège professionnel des gériatres français qui joue notamment un rôle dans l'accréditation des formations à la gériatrie, et un Collège des enseignants-chercheurs de gériatrie qui a réalisé plusieurs ouvrages et qui coordonne l'harmonisation de l'enseignement dans ce domaine.

### Formation
En France, l'enseignement de la gériatrie dans les études médicales est réalisé en second cycle (DCEM 3 ou DCEM 4 le plus souvent) dans le cadre des modules transversaux. En particulier le module 5 réunit une série de thèmes importants pour la gériatrie. Plusieurs facultés proposent aux étudiants hospitaliers des stages en services hospitaliers de gériatrie, sans que cela soit obligatoire. Des formations à la gériatrie plus spécialisées et plus complètes sont réalisées en troisième cycle.
La capacité de gérontologie est un diplôme national délivré par la plupart des facultés de médecine. Elle est ouverte aux médecins ayant soutenu leur thèse et ayant réussi à un examen probatoire. Elle comporte un enseignement théorique d'environ 200 heures répartis sur deux ans et une formation pratique sous la forme de stages hospitaliers et extra-hospitaliers. Cependant depuis 2021, la capacité de gériatrie n'existe plus. Il est toutefois toujours possible de se former à la gériatrie en suivant un diplôme universitaire (DU) ou un diplôme interuniversitaire (DIU), proposés par différentes facultés de médecine. Ces formations permettent d’acquérir des compétences spécifiques en gériatrie pour compléter un parcours médical. 
La formation de spécialiste en gériatrie se fait par le DESC (diplôme d'études spécialisé complémentaire) de gériatrie. Depuis 2017, il a été remplacé par un DES (diplômé d’études spécialisé) qui dure 4 ans. Cette formation est réalisée au cours de l'internat et en post-internat (le plus souvent en tant que praticien attaché ou chef de clinique). Elle comporte des stages dans des services hospitaliers de gériatrie habilités et un enseignement théorique. Ce diplôme doit être validé par la soutenance d'un mémoire.
Par ailleurs, certains médecins peuvent obtenir la qualification de spécialiste en gériatrie sans avoir fait ce cursus, mais par le système de la validation de l'expérience et des acquis auprès de la Commission de qualification du Conseil de l'Ordre des Médecins.
Il est possible aussi de se perfectionner dans certains domaines de la gériatrie en suivant des Diplômes universitaires (DU) ou des diplômes inter-universitaires (DIU) de 3e cycle.
La gériatrie est de plus en plus enseignée dans les études des professionnels de santé non médecins.